# Cha Cha Cha (Käärijä-dal)
A Cha Cha Cha (magyarul: Csa csa csa) a finn Käärijä rapper dala, mellyel Finnországot képviselte a 2023-as Eurovíziós Dalfesztiválon Liverpoolban. A dal 2023. február 25-én, a finn nemzeti döntőben, az Uuden Musiikin Kilpailuban megszerzett győzelemmel érdemelte ki a dalversenyen való indulás jogát.

## Eurovíziós Dalfesztivál
2023. január 11-én az Yle bejelentette a 2023-as Uuden Musiikin Kilpailu résztvevőinek teljes listáját, amelyen a rapper is szerepelt. A dal január 17-én jelent meg, ami a zene-streamelő szolgáltatásokon hamar felkapott dal lett. A dal február 25-én megnyerte a nemzeti döntőt, ahol a nemzetközi zsűri, valamint a nézői szavazatok együttese alakította ki a végeredményt. Mindkét szavazáson első helyezést ért el, így megnyerte a versenyt és az alábbi dallal képviseli Finnországot az Eurovíziós Dalfesztiválon.
A dalfesztivál előtt Madridban, Amszterdamban és Londonban eurovíziós rendezvényeken népszerűsítette versenydalát.
A dalt először a május 9-én megrendezett első elődöntőben fellépési sorrendben tizenötödikként, azaz utolsóként adta elő, a Hollandiát képviselő Mia Nicolai és Dion Cooper Burning Daylight című dala után. Az elődöntőből első helyezettként sikeresen továbbjutott a május 13-i döntőbe, ahol fellépési sorrendben tizenharmadikként lépett fel, az Észtországot képviselő Alika Bridges című dala után és a Csehországot képviselő Vesna My Sister’s Crown című dala előtt. A zsűri szavazáson negyedik helyen végzett 150 ponttal (Norvégiától és Svédországtól maximális pontot kapott), míg a nézői szavazáson első helyen végzett 376 ponttal (Ausztráliától, Ausztriától, Belgiumtól, Dániától, az Egyesült Királyságtól, Észtországtól, Írországtól, Izlandtól, Izraeltől, Lettországtól, Litvániától, Máltától, Németországtól, Norvégiától, San Marinótól, Spanyolországtól, Svédországtól és Szerbiától maximális pontot kapott), így összesítésben 526 ponttal a verseny második helyezettje lett, ezzel megszerezve Finnország valaha volt második legjobb helyezését.
A következő finn induló Windows95man No Rules! című dala lesz a 2024-es Eurovíziós Dalfesztiválon.

### Kapott pontok
| Pont | Ország              |
| ---- | ------------------- |
| 12   | Horvátország        |
| 12   | Izrael              |
| 12   | Írország            |
| 12   | Lettország          |
| 12   | Németország         |
| 12   | Norvégia            |
| 12   | Svédország          |
| 10   | Hollandia           |
| 10   | Portugália          |
| 10   | Svájc               |
| 10   | Szerbia             |
| 10   | A Világ többi része |
| 8    | Azerbajdzsán        |
| 8    | Csehország          |
| 7    | Franciaország       |
| 7    | Málta               |
| 7    | Olaszország         |
| 6    | Moldova             |
| 177  | Összesen            |

| Pont | Ország        |
| ---- | ------------- |
| 12   | Norvégia      |
| 12   | Svédország    |
| 10   | Észtország    |
| 10   | Hollandia     |
| 10   | Izland        |
| 8    | Ausztria      |
| 8    | Dánia         |
| 8    | Franciaország |
| 8    | Izrael        |
| 8    | Írország      |
| 8    | Málta         |
| 8    | Örményország  |
| 7    | Horvátország  |
| 7    | Szerbia       |
| 5    | Ausztrália    |
| 5    | Belgium       |
| 5    | Csehország    |
| 3    | Azerbajdzsán  |
| 3    | Ciprus        |
| 3    | Litvánia      |
| 1    | Grúzia        |
| 1    | Spanyolország |
| 150  | Összesen      |

| Pont | Ország              |
| ---- | ------------------- |
| 12   | Ausztrália          |
| 12   | Ausztria            |
| 12   | Belgium             |
| 12   | Dánia               |
| 12   | Egyesült Királyság  |
| 12   | Észtország          |
| 12   | Hollandia           |
| 12   | Izland              |
| 12   | Izrael              |
| 12   | Írország            |
| 12   | Lettország          |
| 12   | Litvánia            |
| 12   | Németország         |
| 12   | Norvégia            |
| 12   | San Marino          |
| 12   | Spanyolország       |
| 12   | Svédország          |
| 12   | Szerbia             |
| 10   | Csehország          |
| 10   | Görögország         |
| 10   | Horvátország        |
| 10   | Lengyelország       |
| 10   | Portugália          |
| 10   | Románia             |
| 10   | Szlovénia           |
| 10   | Ukrajna             |
| 10   | A Világ többi része |
| 8    | Azerbajdzsán        |
| 8    | Grúzia              |
| 8    | Málta               |
| 8    | Svájc               |
| 7    | Ciprus              |
| 7    | Moldova             |
| 6    | Albánia             |
| 6    | Franciaország       |
| 6    | Olaszország         |
| 6    | Örményország        |
| 376  | Összesen            |

## A dal háttere
A dal a rapper egyik fárasztó hetéről szól, amikor a hosszú hétköznapok után már csak a kocsma és a piña colada jár a fejében. Egész héten ezt a napot várta, hogy kiereszthesse a gőzt, ezért elkezd alkoholos italokat rendelni, két kézzel fogja, és addig iszik, amíg már a széken sem tud megmaradni. A rapper úgy nyilatkozott a dalról, hogy Finnország egy bulizós ország, egyaránt heavy metalt és popzenét kedvelő ország, ebben a dalban pedig minden megtalálható.

## Dalszöveg
| Pidän kaksin käsin kiinni juomista niinku Cha cha cha cha cha cha cha Ei, en mieti huomista ku tartun tuopista niinku Cha cha cha cha cha cha cha Ei Haluun olla sekasin ja vapaa huolista niinku Cha cha cha cha cha cha cha, ei Ja mä jatkan kunnes en enää pysy tuolissa niinku – A dal refrénje | Két kézzel fogom az italom, mint a Cha cha cha cha cha cha cha Nem, nem gondolok a holnapra mikor a korsót szorítom, mint a Cha cha cha cha cha cha cha Nem, rendetlen akarok lenni és gondoktól mentes, mint a Cha cha cha cha cha cha cha, ei És addig folytatom, amíg már nem tudok a széken ülni – A dal refrénje magyarul |

## Galéria

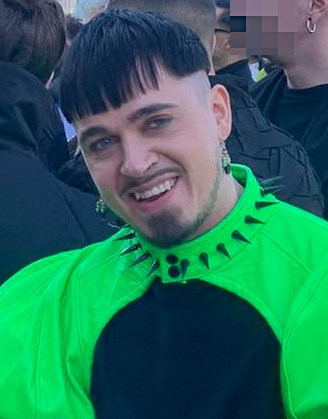
A megnyitóünnepségen
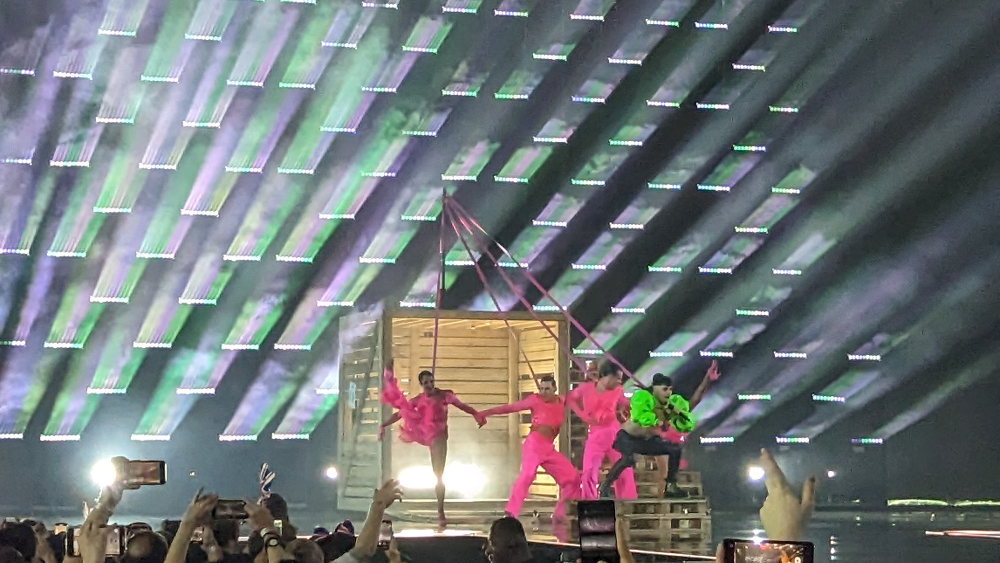
Az elődöntőben
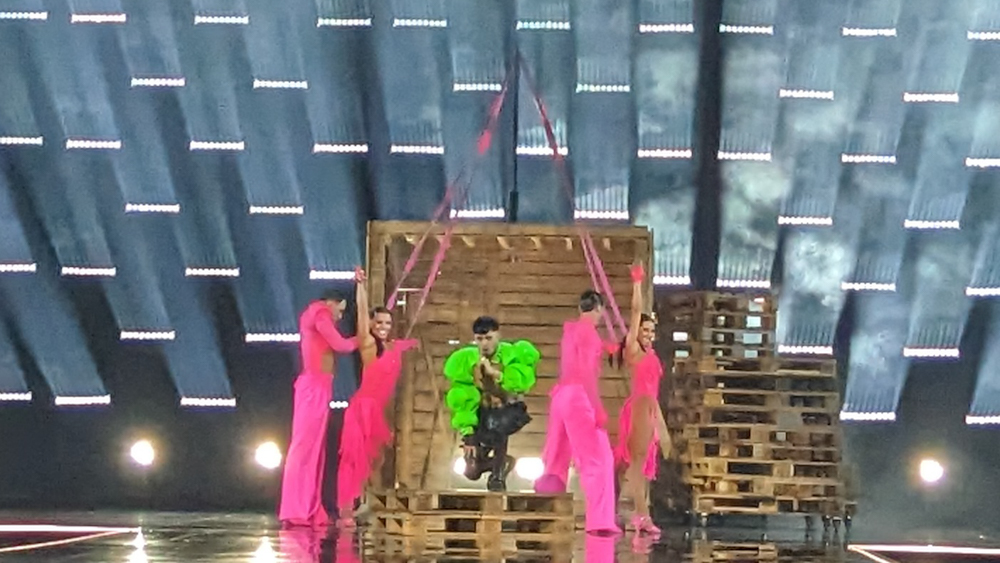
A döntőben